# Carle M. Pieters
Carle McGetchin Pieters (1943) es una científica planetaria estadounidense. Publicó más de 150 artículos de investigación en revistas académicas y fue la coautora del libro Remote Geochemical Analyses: Elemental and Mineralogical Composition junto a Peter Englert. Sus esfuerzos generales de investigación incluyen la exploración planetaria y la evolución de las superficies planetarias con un énfasis en los análisis compositivos remotos.

## Carrera
Pieters consiguió su Grado en el Antioch College en 1966 en educación matemáticas. Después de enseñar matemáticas en un instituto durante un año en Massachusetts, pasó dos años enseñando ciencias como voluntaria de los Cuerpos de Paz en Malasia. A su regreso a los Estados Unidos, obtuvo su Grado (1971), Máster (1972) y Doctorado (1977) en Ciencias Planetarias por el Instituto de Tecnología de Massachusetts. La Dra. Pieters pasó tres años en el Centro Espacial Lyndon B. Johnson de la NASA antes de convertirse en Profesora de la Universidad Brown en 1980 y ha permanecido allí desde entonces. Es la investigadora principal del Moon Mineralogy Mapper, un espectrómetro de imágenes (0.4-3.0 µm) diseñado para caracterizar y mapear la mineralogía de la Luna en alta resolución, un instrumento que se envió a la Luna en la nave espacial india Chandraayan-1. También es coinvestigadora en la misión Dawn de la NASA a los asteroides Vesta y Ceres. Además, es miembro del Subcomité de Protección Planetaria del Consejo Asesor de la NASA y miembro de la Asociación Estadounidense para el Avance de la Ciencia y la Unión Americana de Geofísica.

## Premios y honores
- Asteroide 3713 Pieters
- Premio GK Gilbert en 2010, el premio más alto dado por la División para las Ciencias Planetarias de la Sociedad Geológica de Estados Unidos[3]
- Premio Kuiper en 2004, el premio más distinguido por la División para las Ciencias Planetarias de la Sociedad Astronómica Estadounidense[4]
- Becaria de la Asociación Estadounidense para el Avance de la Ciencia en 2007[5]
- Becaria de la Unión Americana de Geofísica en 2001